# Sentier européen E8
Pour les articles homonymes, voir E8.
Le Sentier européen E8 est un sentier européen de grande randonnée d'une longueur totale de 4390 km. Il débute en Irlande à l'ouest de Cork sur l'ile de Dursey et se termine à Mezek au sud de la Bulgarie.
Le sentier traverse l'Irlande puis rejoint le Royaume-Uni par la mer d'Irlande où il suit une partie du sentier Trans Pennine. Après avoir passé la mer du Nord, le chemin traverse les Pays-Bas, l'Allemagne, l'Autriche, la Slovaquie, la Pologne, l'Ukraine et la Roumanie. Il se termine en Bulgarie à la frontière turque qu'il est possible de traverser pour rejoindre Istanbul.